# 総務長官 (英連邦)

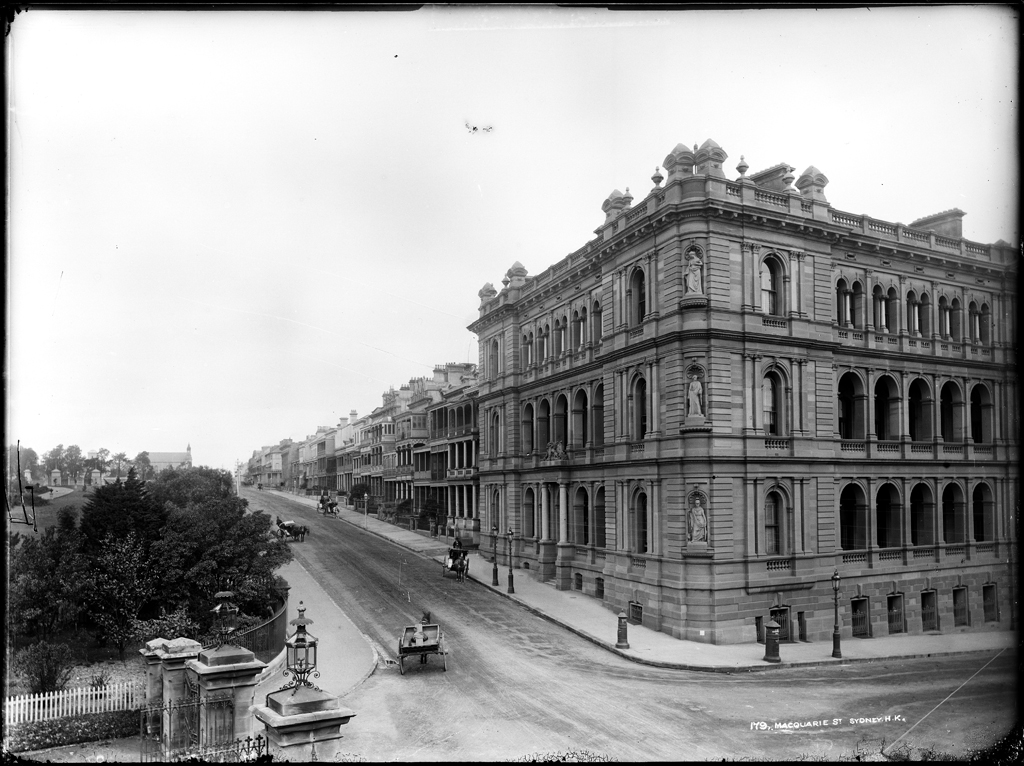
シドニー、マクアリー・ストリートのChief Secretary's building（Colonial Secretary's building）は植民地時代からニューサウスウェールズ州の政庁だった

総務長官（Chief Secretary、中: 布政司。主席秘書官、官房長官、行政長官などとも）、旧称は植民地長官（Colonial Secretary、中: 輔政司）は、英連邦諸国およびイギリス帝国植民地の現地政府の高官であり、総督に次ぐ地位である。たとえば香港布政司やシンガポール植民長官などがあった。
最初期の植民地長官は総督の主要な補佐役であり、専制君主制国家の宰相に似た職能を持っていた。責任政府の実施後、多くの場合は庁長や大臣の一人（英本国に置き換えると内務大臣に相当するような存在）になったが、それでも総督と政府間の調整という重責を担っていた。またいくつかの地域では引き続き政府印璽の管理を担った（同じく、英本国の王璽尚書に相当）。
20世紀半ば以降、次第に植民地という概念・用語が避けられるようになっていくにつれ、多くの地域の植民地長官（Colonial Secretary）は総務長官（Chief Secretary）に改名されていった。たとえば、オーストラリアのニューサウスウェールズのColonial Secretaryは、1959年にChief Secretaryに改称した。
その後、多くの旧植民地が独立したり君主制が廃止されたりしたことで、その地位は他の現代的な官職に取って代わられた。たとえば植民地時代の香港の布政司は、1997年の香港返還後に「政務司司長」（Chief Secretary for Administration）に変更された。
中国語訳の布政司とは、かつての中国の承宣布政使司の略称に由来する。これは明初に設置された省の民政を司る機関で、主官は布政使である。

## 現存する総務長官
- インド、パキスタン、スリランカの州や連邦直轄領には存在し、いずれもこれらの地方の首長の直下、インド行政職（IAS）（英語版）である最高位の行政官僚職（首席次官）である。Chief secretary (India)参照。
- マレーシアのKetua Setiausaha Negara（Chief Secretary to the Government of Malaysia）は公務員の最高位である官僚で、マレーシア内閣の秘書官であり首相官邸の次長も務めている。
- マン島のChief Ministerはマン島の行政府である内閣評議会（Council of Ministers）の首席である。